# Stanislav Kočubyns'kyj
Stanislav Oleksandrovyč Kočubyns'kyj (in ucraino Станіслав Олександрович Кочубинський?, in russo Станислав Александрович Кочубинский?, Stanislav Aleksandrovič Kočubinskij; Kiev, 23 febbraio 1954) è un ex calciatore sovietico, dal 1991 ucraino, di ruolo attaccante.